# Долочье
Долочье (укр. Долоччя) — село в Изяславском районе Хмельницкой области Украины.
Население по переписи 2001 года составляло 222 человека. Почтовый индекс — 30310. Телефонный код — 3852. Занимает площадь 0,641 км². Код КОАТУУ — 6822183003.

## Местный совет
30310, Хмельницкая обл., Изяславский р-н, с. Кунев, ул. Лисовской, 1а